# NGC 4511
NGC 4511 is een spiraalvormig sterrenstelsel in het sterrenbeeld Grote Beer. Het hemelobject werd op 17 maart 1790 ontdekt door de Duits-Britse astronoom William Herschel.

## Synoniemen
- MCG 10-18-63
- ZWG 293.27
- SBS 1229+567
- PGC 41560